# Скригнатка індигова
Скригнатка індигова (Passerina cyanea) — вид горобцеподібних птахів родини кардиналових (Cardinalidae).

## Поширення
Птах гніздиться у південних та східних регіонах США та на півдні Канади. На зимівлю мігрує до Центральної Америки та на острови Карибського регіону. Віддає перевагу рідколіссю, також використовує насадження дерев і ділянки з чагарниками. Наближається до міських районів.

## Опис
Дрібний птах, завдовжки близько 13 см. Дзьоб короткий, конічної форми. Самець у шлюбному оперенні навесні і влітку має синій колір. Під час зимівлі самці мають буре оперення з розкиданим блакитним пір'ям, більш рясним на крупі. Самиці і молоді самці каштанові на спині, знизу світліші, груди злегка смугасті.

## Спосіб життя
Трапляється невеликими зграйками. Харчується різноманітним насінням (міцний дзьоб дозволяє розкрити навіть найміцніше насіння), комахами та фруктами. Він гніздиться на кущах або деревах, зазвичай на висоті від 1 до 3 м над землею, а чашоподібне гніздо складається з трав і гілок. У кладці від 1 до 4 білих яєць.